# Abrothallus microspermus
Abrothallus microspermus är en lavart som beskrevs av Tul. 1852. Abrothallus microspermus ingår i släktet Abrothallus, divisionen sporsäcksvampar och riket svampar.   Inga underarter finns listade i Catalogue of Life.